# Чхэкови
Чхэкови — один из основных корейских титулов го, существовавший с 1959 по 1998 годы. В переводе с корейского языка Чхэкови обозначает высшее место. Турнир проводился Корейской ассоциацией падук.
В отборочном этапе 16 игроков сражались друг с другом в двух группах по системе плей-офф. Победители каждой из групп встречались в финале отборочного где играли 3 партии. Победитель этого финала получал право сразиться с предыдущем обладателем титула за сам титул. Обладателем титула становился игрок, первым получавший три победы. Контроль времени в финальных партиях составлял по 5 часов каждому игроку; коми составляет 5,5 очков. Победителем в розыгрыше первого титула Ванви стал Чо Намчхоль; последним обладателем титула стал Ли Чхан Хо.

## Обладатели титула
| Игрок         | Годы                           |
| ------------- | ------------------------------ |
| Чо Намчхоль   | 1959 - 1966                    |
| Ким Ин        | 1967, 1971, 1972               |
| Кан Чхоль Мин | 1968, 1970                     |
| Чо Хунхён     | 1973 - 1979, 1981 - 1988, 1992 |
| Со Бонсу      | 1980                           |
| Ли Чхан Хо    | 1989 - 1991, 1993 - 1998       |